# SMS Gazelle (1898)
Корабль его величества «Газелле» — головной корабль из десяти кораблей типа «Газелле» построенных для имперского германского флота. В 1897 году он был заложеен на верфи «Germaniawerft» в Киле, спущен на воду в марте 1898 года, в июне 1901 вошёл в состав Хохзеефлотте (флота открытого моря). Был вооружён батареей из десяти 10,5 см орудий и двумя 45-см торпедными трубами. Мог развивать скорость в 19,5 узлов (36,1 км/ч).
Изначально предназначенный, для заморской службы «Газелле» принял участие в венесуэльском кризисе 1902-03 гг. Вернулся в германские воды в 1904 году и служил в составе флота до 1914 года. После начала первой мировой войны в августе 1914 года служил в качестве корабля береговой обороны, пока в ночь с 25 на 26 января 1916 года не подорвался на мине у мыса Аркона. [Командование] флота посчитало что «Газелле» не стоит восстанавливать и крейсер был преобразован в минный блокшив и оставался в этой роли до конца войны. В августе 1920 года «Газелле» был вычеркнут из военно-морского регистра и продан на металл.

## Описание
«Газелле» был заложен по контракту «G», корпус был заложен на верфи Germaniawerft в 1897 году. Спущен на воду 31 марта 1898 года, после чего начались работы по достройке корабля. 15 июня 1901 вошёл в состав флота открытого моря. Был 105 м длиной, 12,2 м шириной, имел осадку в 4,84 м, водоизмещение в 2963 т при полной боевой загрузке. Силовая установка состояла из двух четырёхцилиндровых паровых машин тройного расширения производства AG-Germania, предназначенных для развития мощности в 6 тыс. лошадиных сил (4500 кВт), корабль развивал скорость в 19,5 узлов (36,1 км/ч). Пар для машины вырабатывали восемь угольных котлов Никлосса. Крейсер мог нести 500 тонн угля, что обеспечивало дальность плавания в 3570 морских миль (6610 км) на скорости в 10 узлов (19 км/ч). Экипаж крейсера состоял из 14 офицеров и 243 матросов.
Вооружение крейсера составляли десять 10,5 см скорострельных орудийSK L/40 на лафете с вертикальной цапфой (на центральным штыре). Два орудия были размещены рядом в носу, шесть вдоль бортов по три по каждом борту и два бок о бок на полуюте. Общий боезапас оставлял 1000 выстрелов, по 100 выстрелов на орудие. Орудия имели прицельную дальность в 12 200 м. Также корабль вооружён тремя 45 см торпедными аппаратами с восемью торпедами. Один аппарат находился в носу корпуса под водой, два были установлены в торпедных портах на каждом борту. Корабль был защищён бронированной палубой толщиной от 20 до 25 мм. Толщина стен рубки составляла 80 мм, орудия были защищены тонкими щитами 50 мм толщины.

## Служба
После вступления в строй «Газелле» с 1902 по 1904 годы провела за границей. Она была приписана к американской эскадре. С декабря 1902 года «Газелле» принимала участие в Венесуэльском кризисе 1902-03 годов. Английские и германские корабли установили блокаду венесуэльского побережья, чтобы обеспечить выплату долгов. «Газелле» и безбронный крейсер «Фальке» обеспечили германское участие в объединённой эскадре, в которой были четыре британских крейсера и три более мелких корабля. Во время существования блокады была конфискована венесуэльская канонерская лодка «Restaurador». Немцы ввели её в состав своего флота под названием SMS Restaurador и перевели на неё часть экипажа «Газелле», поставили канонерку под командование капитан-лейтенанта Титуса Тюрка (Titus Türk). В феврале 1903 года венесуэльское правительство пошло на соглашение о выплате долгов, конфронтация закончилась. В январе 1904 года «Газелле» нанесла визит доброй воли в Новый Орлеан вместе с крейсером «Винета» и двумя другими военными кораблями. В этот период кораблём командовал корветтенкапитан Рейнхард Шеер (будущий адмирал и командующий Гохзеефлотте).
По возвращении в Германию «Газелле» до 1914 года несла службу в составе Гохзеефлотте, после чего была преобразована в корабль береговой обороны. Первые два года войны крейсер нёс службу в Балтийском море. 17 ноября в ходе патрулирования в Балтике «Газелле» была атакована британской подлодкой Е9, которая выпустила по ней две торпеды, обе прошли мимо цели. В ночь с 25 на 26 января к северу от мыса Аркона крейсер подорвался на российских минах. Взрывом оторвало оба винта, корабль пришлось буксировать в порт. 22 февраля командование флота решило, что старый крейсер не стоит восстанавливать, он был отстранён от службы и преобразован в блокшив для минных заградителей, служил сначала в Данциге, потом в Куксхафене. В 1918 году крейсер был переведён в Вильгельмсхафен. После окончания войны «Газелле» 28 августа 1920 года была вычеркнута из списков флота и разделена на металл в Вильгелмсхафене.